# Calamus rheedei
Calamus rheedei är en enhjärtbladig växtart som beskrevs av William Griffiths. Calamus rheedei ingår i släktet Calamus och familjen Arecaceae. Inga underarter finns listade i Catalogue of Life.